# Kvalspelet till världsmästerskapet i fotboll 1990 (Conmebol)
Kvalspelet till världsmästerskapet i fotboll 1990 (CONMEBOL) är de kvalomgångar som avgör vilka två eller tre sydamerikanska landslag som lyckas kvala in till VM 1990 i Italien. Kvalserien bestod av totalt nio lag från Sydamerikanska fotbollsfederationen, och spelades under perioden 20 augusti-24 september 1989.
Lagen delades in i tre grupper om tre lag. Två lag blev direktkvalificerade till VM: ettan ur grupp 1 (Uruguay), samt ettan ur grupp 3 (Brasilien). Ettan ur grupp 2 (Colombia) fick spela ett interkontinentalt kvalspel. Argentina var regerande världsmästare och var därmed direktkvalificerade till mästerskapet

## Grupplottning
Grupplottningen ägde rum i Zürich, Schweiz den 12 december 1987.
| Urna A                         | Urna B                  | Urna C                        |
| ------------------------------ | ----------------------- | ----------------------------- |
| Brasilien · Paraguay · Uruguay | Chile · Colombia · Peru | Bolivia · Ecuador · Venezuela |

## Grupp 1
| Nr | Lag     | S | V | O | F | GM | IM | MS | P |
| -- | ------- | - | - | - | - | -- | -- | -- | - |
| 1  | Uruguay | 4 | 3 | 0 | 1 | 7  | 2  | +5 | 6 |
| 2  | Bolivia | 4 | 3 | 0 | 1 | 6  | 5  | +1 | 6 |
| 3  | Peru    | 4 | 0 | 0 | 4 | 2  | 8  | −6 | 0 |

| Hemma \ Borta | Bolivia | Peru | Uruguay |
| Bolivia       | —       | 2–1  | 2–1     |
| Peru          | 1–2     | —    | 0–2     |
| Uruguay       | 2–0     | 2–0  | —       |

|  | 20 augusti 1989 | Bolivia                       | 2 – 1   | Peru          | Estadio Hernando Siles                                       |                                                              |
|  |                 | Melgar 45′ (str.) Ramallo 53′ | (1 – 1) | del Solar 43′ | La Paz Publik: 43 000 Domare: Armando Pérez Hoyos (Colombia) | La Paz Publik: 43 000 Domare: Armando Pérez Hoyos (Colombia) |
|  |                 |                               |         |               | La Paz Publik: 43 000 Domare: Armando Pérez Hoyos (Colombia) | La Paz Publik: 43 000 Domare: Armando Pérez Hoyos (Colombia) |
|  |                 |                               |         |               | La Paz Publik: 43 000 Domare: Armando Pérez Hoyos (Colombia) | La Paz Publik: 43 000 Domare: Armando Pérez Hoyos (Colombia) |

|  | 27 augusti 1989 | Peru | 0 – 2   | Uruguay                | Estadio Nacional                                        |                                                         |
|  |                 |      | (0 – 0) | Sosa 46′ Alzamendi 69′ | Lima Publik: 45 000 Domare: Carlos Esposito (Argentina) | Lima Publik: 45 000 Domare: Carlos Esposito (Argentina) |
|  |                 |      |         |                        | Lima Publik: 45 000 Domare: Carlos Esposito (Argentina) | Lima Publik: 45 000 Domare: Carlos Esposito (Argentina) |
|  |                 |      |         |                        | Lima Publik: 45 000 Domare: Carlos Esposito (Argentina) | Lima Publik: 45 000 Domare: Carlos Esposito (Argentina) |

|  | 3 september 1989 | Bolivia                       | 2 – 1   | Uruguay  | Estadio Hernando Siles                                          |                                                                 |
|  |                  | Domínguez 38′ (sjm.) Peña 47′ | (1 – 0) | Sosa 49′ | La Paz Publik: 52 000 Domare: José Vergara Guerrero (Venezuela) | La Paz Publik: 52 000 Domare: José Vergara Guerrero (Venezuela) |
|  |                  |                               |         |          | La Paz Publik: 52 000 Domare: José Vergara Guerrero (Venezuela) | La Paz Publik: 52 000 Domare: José Vergara Guerrero (Venezuela) |
|  |                  |                               |         |          | La Paz Publik: 52 000 Domare: José Vergara Guerrero (Venezuela) | La Paz Publik: 52 000 Domare: José Vergara Guerrero (Venezuela) |

|  | 10 september 1989 | Peru         | 1 – 2   | Bolivia                 | Estadio Nacional                                    |                                                     |
|  |                   | González 53′ | (0 – 0) | Montaño 45′ Sánchez 77′ | Lima Publik: 9 500 Domare: Carlos Maciel (Paraguay) | Lima Publik: 9 500 Domare: Carlos Maciel (Paraguay) |
|  |                   |              |         |                         | Lima Publik: 9 500 Domare: Carlos Maciel (Paraguay) | Lima Publik: 9 500 Domare: Carlos Maciel (Paraguay) |
|  |                   |              |         |                         | Lima Publik: 9 500 Domare: Carlos Maciel (Paraguay) | Lima Publik: 9 500 Domare: Carlos Maciel (Paraguay) |

|  | 17 september 1989 | Uruguay                  | 2 – 0   | Bolivia | Estadio Centenario                                      |                                                         |
|  |                   | Sosa 31′ Francescoli 39′ | (2 – 0) |         | Montevideo Publik: 70 000 Domare: Gastón Castro (Chile) | Montevideo Publik: 70 000 Domare: Gastón Castro (Chile) |
|  |                   |                          |         |         | Montevideo Publik: 70 000 Domare: Gastón Castro (Chile) | Montevideo Publik: 70 000 Domare: Gastón Castro (Chile) |
|  |                   |                          |         |         | Montevideo Publik: 70 000 Domare: Gastón Castro (Chile) | Montevideo Publik: 70 000 Domare: Gastón Castro (Chile) |

|  | 24 september 1989 | Uruguay       | 2 – 0   | Peru | Estadio Centenario                                                |                                                                   |
|  |                   | Sosa 45′, 58′ | (1 – 0) |      | Montevideo Publik: 57 000 Domare: José Roberto Wright (Brasilien) | Montevideo Publik: 57 000 Domare: José Roberto Wright (Brasilien) |
|  |                   |               |         |      | Montevideo Publik: 57 000 Domare: José Roberto Wright (Brasilien) | Montevideo Publik: 57 000 Domare: José Roberto Wright (Brasilien) |
|  |                   |               |         |      | Montevideo Publik: 57 000 Domare: José Roberto Wright (Brasilien) | Montevideo Publik: 57 000 Domare: José Roberto Wright (Brasilien) |

## Grupp 2
| Nr | Lag      | S | V | O | F | GM | IM | MS | P |
| -- | -------- | - | - | - | - | -- | -- | -- | - |
| 1  | Colombia | 4 | 2 | 1 | 1 | 5  | 3  | +2 | 5 |
| 2  | Paraguay | 4 | 2 | 0 | 2 | 6  | 7  | −1 | 4 |
| 3  | Ecuador  | 4 | 1 | 1 | 2 | 4  | 5  | −1 | 3 |

| Hemma \ Borta | Colombia | Ecuador | Paraguay |
| Colombia      | —        | 2–0     | 2–1      |
| Ecuador       | 0–0      | —       | 3–1      |
| Paraguay      | 2–1      | 2–1     | —        |

|  | 20 augusti 1989 | Colombia         | 2 – 0   | Ecuador | Estadio Metropolitano Roberto Meléndez                |                                                       |
|  |                 | Iguarán 32′, 72′ | (1 – 0) |         | Barranquilla Domare: Romualdo Arppi Filho (Brasilien) | Barranquilla Domare: Romualdo Arppi Filho (Brasilien) |
|  |                 |                  |         |         | Barranquilla Domare: Romualdo Arppi Filho (Brasilien) | Barranquilla Domare: Romualdo Arppi Filho (Brasilien) |
|  |                 |                  |         |         | Barranquilla Domare: Romualdo Arppi Filho (Brasilien) | Barranquilla Domare: Romualdo Arppi Filho (Brasilien) |

|  | 27 augusti 1989 | Paraguay                          | 2 – 1   | Colombia    | Estadio Defensores del Chaco          |                                       |
|  |                 | Ferreira 48′ Chilavert 90′ (str.) | (0 – 0) | Iguarán 87′ | Asunción Domare: Hernán Silva (Chile) | Asunción Domare: Hernán Silva (Chile) |
|  |                 |                                   |         |             | Asunción Domare: Hernán Silva (Chile) | Asunción Domare: Hernán Silva (Chile) |
|  |                 |                                   |         |             | Asunción Domare: Hernán Silva (Chile) | Asunción Domare: Hernán Silva (Chile) |

|  | 3 september 1989 | Ecuador | 0 – 0 | Colombia | Estadio Monumental Isidro Romero Carbo                        |  |
|  |                  |         |       |          | Guayaquil Publik: 55 000 Domare: Ricardo Calabria (Argentina) |  |
|  |                  |         |       |          |                                                               |  |
|  |                  |         |       |          |                                                               |  |

|  | 10 september 1989 | Paraguay                 | 2 – 1   | Ecuador    | Estadio Defensores del Chaco                              |                                                           |
|  |                   | Cabañas 36′ Ferreira 67′ | (1 – 0) | Avilés 84′ | Asunción Publik: 60 000 Domare: José Ramírez Calle (Peru) | Asunción Publik: 60 000 Domare: José Ramírez Calle (Peru) |
|  |                   |                          |         |            | Asunción Publik: 60 000 Domare: José Ramírez Calle (Peru) | Asunción Publik: 60 000 Domare: José Ramírez Calle (Peru) |
|  |                   |                          |         |            | Asunción Publik: 60 000 Domare: José Ramírez Calle (Peru) | Asunción Publik: 60 000 Domare: José Ramírez Calle (Peru) |

|  | 17 september 1989 | Colombia                  | 2 – 1   | Paraguay    | Estadio Metropolitano Roberto Meléndez                |                                                       |
|  |                   | Iguarán 56′ Hernández 67′ | (0 – 1) | Mendoza 45′ | Barranquilla Domare: Juan Daniel Cardellino (Uruguay) | Barranquilla Domare: Juan Daniel Cardellino (Uruguay) |
|  |                   |                           |         |             | Barranquilla Domare: Juan Daniel Cardellino (Uruguay) | Barranquilla Domare: Juan Daniel Cardellino (Uruguay) |
|  |                   |                           |         |             | Barranquilla Domare: Juan Daniel Cardellino (Uruguay) | Barranquilla Domare: Juan Daniel Cardellino (Uruguay) |

|  | 24 september 1989 | Ecuador                              | 3 – 1   | Paraguay  | Estadio Monumental Isidro Romero Carbo                            |                                                                   |
|  |                   | Aguinaga 26′ Marsetti 72′ Avilés 82′ | (1 – 1) | Neffa 18′ | Guayaquil Publik: 18 000 Domare: Arnaldo Cézar Coelho (Brasilien) | Guayaquil Publik: 18 000 Domare: Arnaldo Cézar Coelho (Brasilien) |
|  |                   |                                      |         |           | Guayaquil Publik: 18 000 Domare: Arnaldo Cézar Coelho (Brasilien) | Guayaquil Publik: 18 000 Domare: Arnaldo Cézar Coelho (Brasilien) |
|  |                   |                                      |         |           | Guayaquil Publik: 18 000 Domare: Arnaldo Cézar Coelho (Brasilien) | Guayaquil Publik: 18 000 Domare: Arnaldo Cézar Coelho (Brasilien) |

## Grupp 3
| Nr | Lag       | S | V | O | F | GM | IM | MS  | P |
| -- | --------- | - | - | - | - | -- | -- | --- | - |
| 1  | Brasilien | 4 | 3 | 1 | 0 | 13 | 1  | +12 | 7 |
| 2  | Chile     | 4 | 2 | 1 | 1 | 9  | 4  | +5  | 5 |
| 3  | Venezuela | 4 | 0 | 0 | 4 | 1  | 18 | −17 | 0 |

| Hemma \ Borta | Brasilien | Chile | Venezuela |
| Brasilien     | —         | 2–0   | 6–0       |
| Chile         | 1–1       | —     | 5–0       |
| Venezuela     | 0–4       | 1–3   | —         |

|  | 30 juli 1989 | Venezuela | 0 – 4   | Brasilien                             | Estadio Brígido Iriarte               |                                       |
|  |              |           | (0 – 1) | Branco 5′ Romário 65′ Bebeto 79′, 81′ | Caracas Domare: René Ortubé (Bolivia) | Caracas Domare: René Ortubé (Bolivia) |
|  |              |           |         |                                       | Caracas Domare: René Ortubé (Bolivia) | Caracas Domare: René Ortubé (Bolivia) |
|  |              |           |         |                                       | Caracas Domare: René Ortubé (Bolivia) | Caracas Domare: René Ortubé (Bolivia) |

|  | 6 augusti 1989 | Venezuela     | 1 – 3   | Chile                        | Estadio Brígido Iriarte                                         |                                                                 |
|  |                | Fernández 65′ | (0 – 2) | Aravena 5′, 33′ Zamorano 71′ | Caracas Publik: 13 000 Domare: Antenor Montalván Miranda (Peru) | Caracas Publik: 13 000 Domare: Antenor Montalván Miranda (Peru) |
|  |                |               |         |                              | Caracas Publik: 13 000 Domare: Antenor Montalván Miranda (Peru) | Caracas Publik: 13 000 Domare: Antenor Montalván Miranda (Peru) |
|  |                |               |         |                              | Caracas Publik: 13 000 Domare: Antenor Montalván Miranda (Peru) | Caracas Publik: 13 000 Domare: Antenor Montalván Miranda (Peru) |

|  | 13 augusti 1989 | Chile     | 1 – 1   | Brasilien           | Estadio Nacional                                                        |                                                                         |
|  |                 | Basay 81′ | (0 – 0) | González 56′ (sjm.) | Santiago de Chile Publik: 60 697 Domare: Jesús Díaz Palacios (Colombia) | Santiago de Chile Publik: 60 697 Domare: Jesús Díaz Palacios (Colombia) |
|  |                 |           |         |                     | Santiago de Chile Publik: 60 697 Domare: Jesús Díaz Palacios (Colombia) | Santiago de Chile Publik: 60 697 Domare: Jesús Díaz Palacios (Colombia) |
|  |                 |           |         |                     | Santiago de Chile Publik: 60 697 Domare: Jesús Díaz Palacios (Colombia) | Santiago de Chile Publik: 60 697 Domare: Jesús Díaz Palacios (Colombia) |

|  | 20 augusti 1989 | Brasilien                                             | 6 – 0   | Venezuela | Estádio do Morumbi                                          |                                                             |
|  |                 | Careca 10′, 17′, 80′, 86′ Silas 37′ Acosta 39′ (sjm.) | (4 – 0) |           | São Paulo Publik: 106 462 Domare: Ernesto Filippi (Uruguay) | São Paulo Publik: 106 462 Domare: Ernesto Filippi (Uruguay) |
|  |                 |                                                       |         |           | São Paulo Publik: 106 462 Domare: Ernesto Filippi (Uruguay) | São Paulo Publik: 106 462 Domare: Ernesto Filippi (Uruguay) |
|  |                 |                                                       |         |           | São Paulo Publik: 106 462 Domare: Ernesto Filippi (Uruguay) | São Paulo Publik: 106 462 Domare: Ernesto Filippi (Uruguay) |

|  | 27 augusti 1989 | Chile                                      | 5 – 0   | Venezuela | Estadio Malvinas Argentinas                                    |                                                                |
|  |                 | Letellier 14′, 34′, 69′ Yáñez 44′ Vera 84′ | (3 – 0) |           | Mendoza Publik: 19 000 Domare: Elías Jácome Guerrero (Ecuador) | Mendoza Publik: 19 000 Domare: Elías Jácome Guerrero (Ecuador) |
|  |                 |                                            |         |           | Mendoza Publik: 19 000 Domare: Elías Jácome Guerrero (Ecuador) | Mendoza Publik: 19 000 Domare: Elías Jácome Guerrero (Ecuador) |
|  |                 |                                            |         |           | Mendoza Publik: 19 000 Domare: Elías Jácome Guerrero (Ecuador) | Mendoza Publik: 19 000 Domare: Elías Jácome Guerrero (Ecuador) |

|  | 3 september 1989 | Brasilien  | 1 – 0 Avbruten match | Chile | Maracanã                                                               |                                                                        |
|  |                  | Careca 49′ | (0 – 0)              |       | Rio de Janeiro Publik: 141 072 Domare: Juan Carlos Loustau (Argentina) | Rio de Janeiro Publik: 141 072 Domare: Juan Carlos Loustau (Argentina) |
|  |                  |            |                      |       | Rio de Janeiro Publik: 141 072 Domare: Juan Carlos Loustau (Argentina) | Rio de Janeiro Publik: 141 072 Domare: Juan Carlos Loustau (Argentina) |
|  |                  |            |                      |       | Rio de Janeiro Publik: 141 072 Domare: Juan Carlos Loustau (Argentina) | Rio de Janeiro Publik: 141 072 Domare: Juan Carlos Loustau (Argentina) |